# 21673 Leatherman
21673 Leatherman è un asteroide della fascia principale. Scoperto nel 1999, presenta un'orbita caratterizzata da un semiasse maggiore pari a 2,3764319 UA e da un'eccentricità di 0,0811445, inclinata di 6,87508° rispetto all'eclittica.